# Le Miroir du mort (nouvelle)
Pour les articles homonymes, voir Le Miroir du mort.
Le Miroir du mort (Dead Man's Mirror) est une longue nouvelle policière écrite par Agatha Christie mettant en scène Hercule Poirot.
Cette nouvelle a été directement publiée en recueil en mars 1937 dans Murder in the Mews au Royaume-Uni. Elle a été publiée pour la première fois en France en juin 1953 dans la revue Le Yard, puis dans le recueil Poirot résout trois énigmes en 1961.
Il s'agit de la réécriture d'une nouvelle plus courte titrée Le Second Coup de gong (The Second Gong), initialement publiée en revue en 1932.

## Résumé
Poirot est appelé par Gervase Chevenix-Gore au sujet d'une « affaire urgente et très importante ». Il est attendu chez Chevenix-Gore dès le lendemain. Poirot prend donc le train, est accueilli par le secrétaire de Gervase et est emmené au manoir.
Quelques minutes après son arrivée, Gervase Chevenix-Gore est retrouvé mort, une balle dans la tête et un pistolet à ses pieds. Il s'agirait d'un suicide. C'est d'autant plus probable qu'il s'agit d'une mort en « chambre close » : la victime était seule dans son bureau, la porte-fenêtre et la porte d'entrée étaient fermées.
Poirot enquête. Pour lui, les choses ne sont pas évidentes. Le vieux Gervase, excentrique et mégalomaniaque, ne pouvait pas envisager de se supprimer. Il faut qu'il ait été tué par un proche.
Les recherches du détective vont s'orienter vers deux axes :
- d'une part, le mobile du crime : s'il s'agit d'un crime crapuleux, alors ceux qui s'occupent de la gestion de la fortune de la victime sont suspects (John Lake, colonel Bury, Godfrey Burrows, M. Forbes) ; s'il s'agit d'un crime passionnel, alors sont suspects ceux dont la vie était régentée par la victime (Wanda et Ruth Chevenix-Gore, Hugo Trent) ; il peut encore s'agir d'un crime fait pour l'héritage ou éviter que la victime découvre un secret de famille.
- d'autre part, la façon avec laquelle le tueur/la tueuse a fait pour assassiner Gervase et quitter les lieux sans être inquiété.

## Titre de la nouvelle
Le titre de la nouvelle provient du fait qu'un miroir a été brisé, sans doute par la balle qui a traversé la tête de Gervase (pense la police), alors que Poirot estime que le miroir a été volontairement cassé pour faire croire à l'hypothèse d'un suicide : le tueur/la tueuse était à côté de Gervase et l'a tué à un autre endroit.
L'affaire concerne donc un meurtre déguisé en suicide.

## Personnages

### La victime et les enquêteurs
- Gervase Chevenix-Gore, la victime
- Hercule Poirot
- Major Riddle

### Suspects
- Wanda Chevenix-Gore, l'épouse de Gervase Chevenix-Gore
- Ruth Chevenix-Gore, la fille adoptive de Gervase Chevenix-Gore
- John Lake, le régisseur du domaine de Gervase Chevenix-Gore
- Hugo Trent, le neveu de Gervase Chevenix-Gore
- Susan Cardwell, une amie d'Hugo Trent
- Colonel Bury, un proche ami de Gervase Chevenix-Gore
- Mme Lingard, l'assistante de recherche de Gervase Chevenix-Gore
- Godfrey Burrows, le secrétaire de Gervase Chevenix-Gore
- Snell, le majordome de Gervase Chevenix-Gore
- M. Forbes, l'avocat de Gervase Chevenix-Gore

## Publications
La nouvelle n'a pas fait l'objet de publications dans des revues anglo-saxonnes, étant la réécriture d'une nouvelle plus courte. Elle a quand même été publiée dans un recueil français :
- en 1953, en France, sous le titre « Le Miroir de l'homme mort », dans le no 52 du mensuel Le Yard[3].

La nouvelle a fait partie de nombreux recueils :
- en mars 1937, au Royaume-Uni, dans Murder in the Mews[2],[4] (avec 3 autres nouvelles) ;
- en 1937, aux États-Unis, dans Dead Man's Mirror and Other Stories[2] (recueil ne reprenant que 3 des 4 nouvelles du recueil britannique) ;
- en 1961, en France, dans Poirot résout trois énigmes[5] (recueil ne reprenant que 3 des 4 nouvelles du recueil britannique de 1937, différentes de la sélection du recueil américain)
(recueil réédité en 1992 sous le titre « Le Miroir du mort », reprenant cette fois-ci la composition complète du recueil britannique de 1937).

## Adaptation
- 1993 : Le Miroir du mort (Dead Man's Mirror), téléfilm britannique de la série télévisée Hercule Poirot (40e épisode, 5.07), avec David Suchet dans le rôle principal.